# Ingenried
Ingenried est une commune de Bavière (Allemagne), située dans l'arrondissement de Weilheim-Schongau, dans le district de Haute-Bavière.

## Personnalités liées à la ville
- Martin Boos (1762-1825), théologien né à Huttenried.